# Ministère de la Justice de l'URSS
Le ministère de la Justice de l'Union des Républiques socialistes soviétiques (URSS) (en russe : Министерство юстиции СССР, Ministerstvo Yustitsii SSSR), formé le 15 mars 1946, est l'un des bureaux gouvernementaux les plus importants de l'Union soviétique. Il était jusqu'en 1946 connu sous le nom de Commissariat du peuple à la justice (en russe : Народный комиссариат юстиции, Narodniy Komissariat Yustitsi'i) abrégé en Наркомюст (Narkomiust). Le ministère, au niveau de toute l'Union (à l'échelle de l'URSS), a été créé le 6 juillet 1923, après la signature du traité sur la création de l'URSS, et était à son tour basé sur le Commissariat du peuple à la justice de la République socialiste fédérative (RSFSR) formée en 1917. Le ministère était dirigé par le ministre de la Justice, avant 1946 un commissaire, qui était nommé par le Conseil des ministres et confirmé par le Présidium du Soviet suprême, et était membre du Conseil des ministres.
Le ministère de la Justice était responsable des tribunaux, des prisons et des probations. D'autres responsabilités comprenaient la politique de justice pénale, la politique de condamnation et la prévention de la récidive en URSS. Le ministère était organisé en entre l'Union et les départements. Les ministères au niveau de l'Union étaient divisés en organisations distinctes aux niveaux républicain, autonome et provincial. La direction du ministère de la Justice provenait d'organisations juridiques soviétiques notables de tout le pays.

## Devoirs et responsabilités

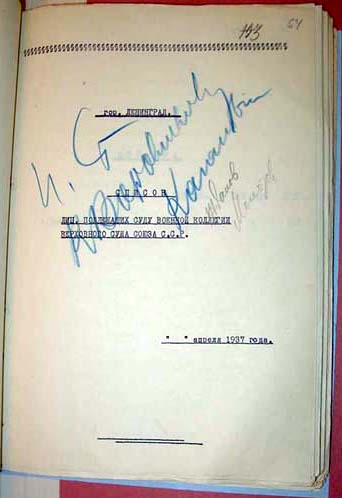
Liste des personnes devant être jugées par le Collège militaire de la Cour suprême. Approbation des signatures : Joseph Staline, Kliment Vorochilov, Lazare Kaganovitch, Andreï Jdanov et Viatcheslav Molotov. La première page d'une liste typique de procès (exécution de facto) de l'époque de la Grande Purge.

Selon un décret de 1972, le ministère de la Justice prépare des propositions de codification du droit ; il a effectué une gestion méthodologique du travail juridique dans l'économie nationale. Le ministère a dirigé et coordonné le travail des organes de l'État et des organisations publiques pour promouvoir les connaissances juridiques et clarifier la loi auprès de la population sur les organes judiciaires, ainsi que la gestion générale de l'état civil, de l'État et des professionnels du droit. Le ministère dépendait du Parti, de l'État et du peuple. L'objectif principal du ministère était de renforcer le droit soviétique et l'état de droit au sein des institutions judiciaires soviétiques.
Le ministère était organisé en un ministère de l'Union (à l'échelle de l'URSS) et 15 ministères régionaux. La direction du ministère était composée de personnalités notables de l'autorité judiciaire des républiques soviétiques, des tribunaux militaires, des membres du barreau, des notaires et d'autres institutions judiciaires. Sa tâche était d'organiser et de préparer des propositions pour la codification de la législation. La direction de l'organisation et les tribunaux avaient un contrôle total sur les niveaux de gouvernement républicain, autonome et provincial et sur le parti. Le 1er février 1923, le Commissariat populaire à la justice de l'Union a été dissous et ses responsabilités, devoirs et fonctions ont été confiés au procureur général. La direction du Parquet du ministère de la Justice, dirigée par un procureur général républicain, était chargée de limiter les pouvoirs du procureur général. Au motif d'arrêter la « centralisation inutile », le ministère de la Justice a été dissous à la fois au niveau de l'Union et de ses régions. Les fonctions du ministère ont ensuite été confiées à la Cour suprême et à la Commission juridique du Conseil des ministres. Le ministère a été rétabli en 1970 par le gouvernement d'Alexei Kossyguine. De nombreux règlements sur le ministère ont été créés par le Conseil des ministres. La tâche principale du ministère était de diriger et de superviser les organes judiciaires, tant au niveau de l'Union qu'au niveau de toute l'Union, conformément à un décret de 1975.
La tâche principale du ministère était d'élaborer des propositions sur des questions liées au système judiciaire ; élire les juges, le pouvoir judiciaire, organiser le pouvoir judiciaire, étudier et résumer la jurisprudence en coordination avec la Cour suprême, et organiser les travaux de maintenance des statistiques judiciaires. Selon la loi soviétique, le ministère pouvait proposer diverses mesures pour améliorer le système judiciaire soviétique. Selon l'article 1 du Commissariat du peuple à la justice, la tâche principale du commissariat était de superviser les activités juridiques des agences centrales soviétiques et du procureur du peuple.

## Organisation
Le ministère de la Justice était dirigé par un ministre élu par le Présidium du Soviet suprême entre les saisons et authentifié par une convocation du Soviet suprême. Les adjoints étaient élus par le Conseil des ministres ; la répartition des adjoints était décidée par le ministère de la Justice. Chaque adjoint dirigeait généralement son propre département. Le ministre, les députés et d'autres hauts fonctionnaires formaient le cercle de direction, appelé Conseil du ministère de la Justice. Les membres de ce conseil étaient agréés par le Conseil des ministres. Le Conseil du Ministère a tenu des réunions régulières pour discuter de questions juridiques dans tout le pays. Les décisions prises par le conseil étaient en règle générale appliquées à l'échelle nationale. Si le conseil n'était pas d'accord, il demandait au Conseil des ministres de résoudre le problème.
La structure et le nombre d'employés du ministère ont été approuvés par le Conseil des ministres. Les effectifs de l'appareil central du ministère, ainsi que les dotations des départements et divisions, ont été approuvés par le ministère de la justice. Le sceau du ministère de la Justice était l'emblème d'État de l'URSS.

## Histoire

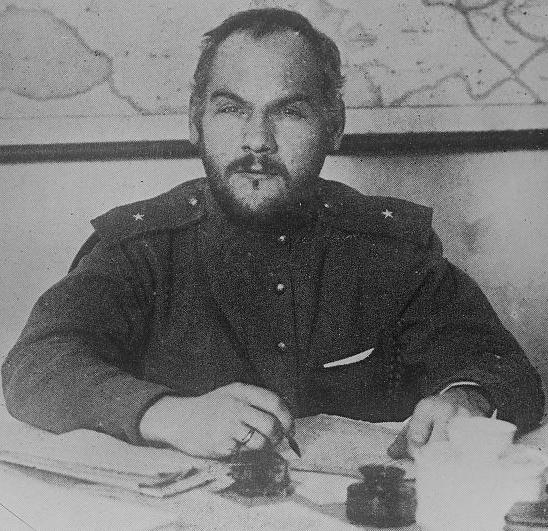
Nikolai Krylenko a été le premier commissaire du peuple à la justice de l'URSS.

En 1922, Lénine a reproché au Commissariat du peuple à la justice de ne pas avoir traité assez fermement les opposants politiques aux bolcheviks et d'avoir permis au capitalisme de se développer en dehors du cadre du capitalisme d'État défini par la nouvelle politique économique. Jusqu'en 1936, le Commissariat du peuple à la justice n'existait qu'au niveau de l'Union républicaine. Nikolai Krylenko, le premier commissaire du peuple à la justice, a déclaré en janvier 1933 que la loi soviétique était indigne de par la clémence de certains fonctionnaires soviétiques qui s'opposaient à la tristement célèbre loi des cinq épis : « On se heurte parfois à un refus catégorique d'appliquer cette loi de façon rigide. Un juge du peuple m'a dit catégoriquement qu'il ne pourrait jamais se résoudre à jeter quelqu'un en prison pour avoir volé quatre épis. Ce à quoi nous nous heurtons ici est un préjugé profond, imbibé du lait de leur mère... une croyance erronée selon laquelle les gens devraient être jugés non pas selon les directives politiques du Parti mais avec des considérations de « justice supérieure ». »
Selon Abdurakhman Avtorkhanov, Nikita Khrouchtchev a aboli le ministère au plus fort du dégel de Khrouchtchev dans une tentative de restaurer les « normes léninistes de la légalité socialiste » qui avaient disparu sous le règne de Joseph Staline. Khrouchtchev a tenté de rendre le tribunal soviétique plus indépendant de l'autorité centrale en appliquant la constitution de 1936 au pouvoir judiciaire du pays. Cela donnerait, selon Khrouchtchev, une plus grande indépendance aux tribunaux par rapport à l'autorité centrale. Les fonctions, devoirs et responsabilités du ministère ont été réaffectés au Soviet suprême et à la Commission juridique du Conseil des ministres à tous les niveaux de la société soviétique. Dans les années 1960, il est devenu clair que ces réformes ne fonctionnaient pas comme prévu, et le ministère a été rétabli par le gouvernement Alexei Kosygin en 1970. Le ministère, ainsi que la majorité des autres ministères soviétiques, aurait dû être aboli en décembre 1991 sur ordre du Soviet d'État, cela ne s'est pas produit et l'Union soviétique s'est dissoute avant cette date.

## Commissaires et ministres
Les personnes suivantes ont dirigé le Commissariat / Ministère en tant que commissaires (narkoms), ministres et sous-ministres de l'ère soviétique :
| Nom                                                     | Prise de fonction                                       | Fin de fonction                                         | Durée                                                   |
| Commissaire du peuple à la justice de la RSFSR (Narkom) | Commissaire du peuple à la justice de la RSFSR (Narkom) | Commissaire du peuple à la justice de la RSFSR (Narkom) | Commissaire du peuple à la justice de la RSFSR (Narkom) |
| ------------------------------------------------------- | ------------------------------------------------------- | ------------------------------------------------------- | ------------------------------------------------------- |
| Gueorgui Oppokov                                        | 8 novembre 1917                                         | 29 novembre 1917                                        | 21 jours                                                |
| Pēteris Stučka                                          | 29 novembre 1917                                        | 22 décembre 1917                                        | 23 jours                                                |
| Isaac Steinberg                                         | 22 décembre 1917                                        | 18 mars 1918                                            | 86 jours                                                |
| Pēteris Stučka                                          | 18 mars 1918                                            | 14 septembre 1918                                       | 180 jours                                               |
| Dmitry Kursky                                           | 14 septembre 1918                                       | 6 juillet 1923                                          | 4 ans, 295 jours                                        |
| Commissaire du peuple à la justice de l'URSS            |                                                         |                                                         |                                                         |
| Nikolaï Krylenko                                        | 20 juillet 1936                                         | 15 septembre 1937                                       | 1 an, 57 jours                                          |
| Nikolaï Rychkov                                         | 19 janvier 1939                                         | 15 mars 1946                                            | 7 ans, 55 jours                                         |
| Ministre de la justice de l'URSS                        |                                                         |                                                         |                                                         |
| Nikolaï Rychkov                                         | 15 mars 1946                                            | 5 février 1948                                          | 1 an, 327 jours                                         |
| Konstantin Gorshenin                                    | 5 février 1948                                          | 31 mai 1956                                             | 8 ans, 116 jours                                        |
| Vladimir Terebilov                                      | 9 janvier 1970                                          | 11 avril 1984                                           | 14 ans, 93 jours                                        |
| Boris Kravtsov                                          | 11 avril 1984                                           | 17 juillet 1989                                         | 5 ans, 97 jours                                         |
| Veniamin Yakovlev                                       | 17 juillet 1989                                         | 11 décembre 1990                                        | 1 an, 147 jours                                         |
| Sergei Lushchikov                                       | 11 décembre 1990                                        | 24 août 1991                                            | 256 jours                                               |